# Пальма Джебель-Алі

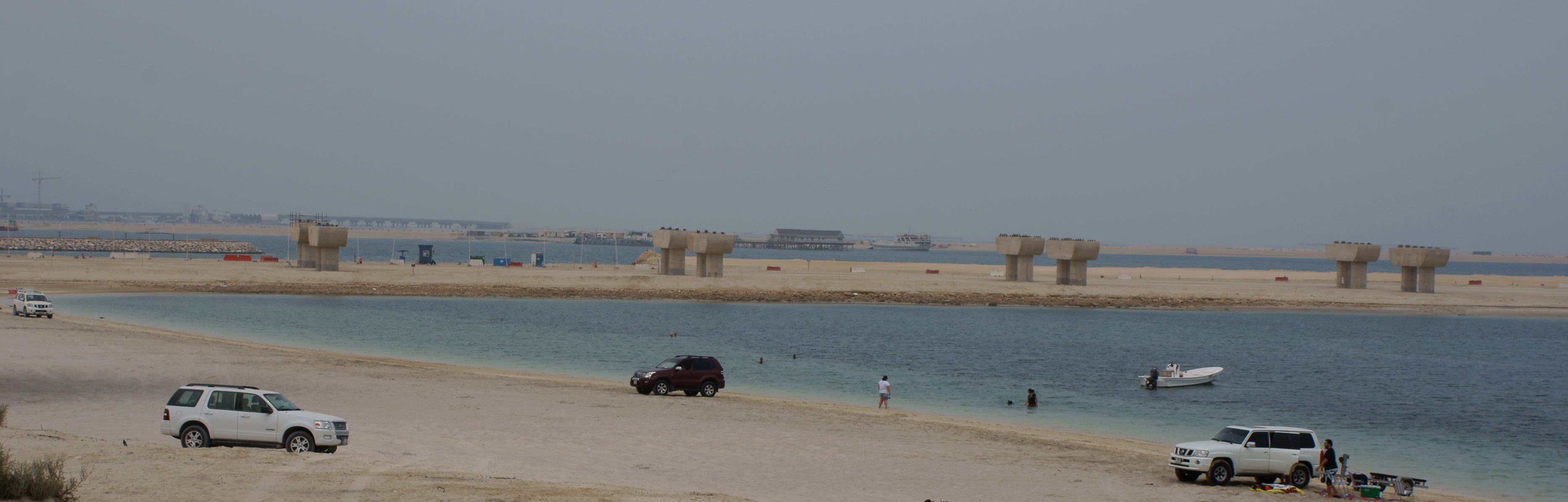
Вулиці на Пальма Джебель Алі (липень 2009)

Пальма Джебель Алі (англ. Palm Jebel Ali) — архіпелаг штучно створених островів в Перській затоці, біля узбережжя емірату Дубай.

## Географія
Координати островів Пальма Джебель Алі — 25°00'20" північної широти, 54°59'19" східної довготи.

## Загальні відомості
Піщані острови Пальма Джебель Алі знаходяться в Дубаї, приблизно в 5 км на північний захід від найбільшої у світі штучної гавані Джебель-Алі і є одним з трьох штучних острівних груп, об'єднаних під назвою Пальмові острови. Початок насипних робіт для Пальма Джебель Алі був в жовтні 2002 року, до початку 2008 року вони були завершені. Всього було створено 8 островів. У 2009 році на архіпелазі розгорнулися будівельні роботи. Західніше островів Пальма Джебель Алі, в прилеглих до них водах, заплановано створення набагато більш великого за площею острова-міста Дубай-Ватерфронт. Таким чином, Пальма Джебель Алі згодом стане одним із східних районів останнього.
В даний час, у зв'язку з низьким попитом на нерухомість, більшість будівельних робіт на Пальма Джебель Алі тимчасово припинено.

## Ресурси Інтернету
- Офіційний вебсайт пальмових островів
- Інформаційний архітектурний сайт Дубай-Пальмові острови
- Вікісховище має мультимедійні дані за темою: Пальма Джебель-Алі
- Van Oord dredging and marine contractors
- Jan De Nul Group dredging and marine contractors

## Фототека

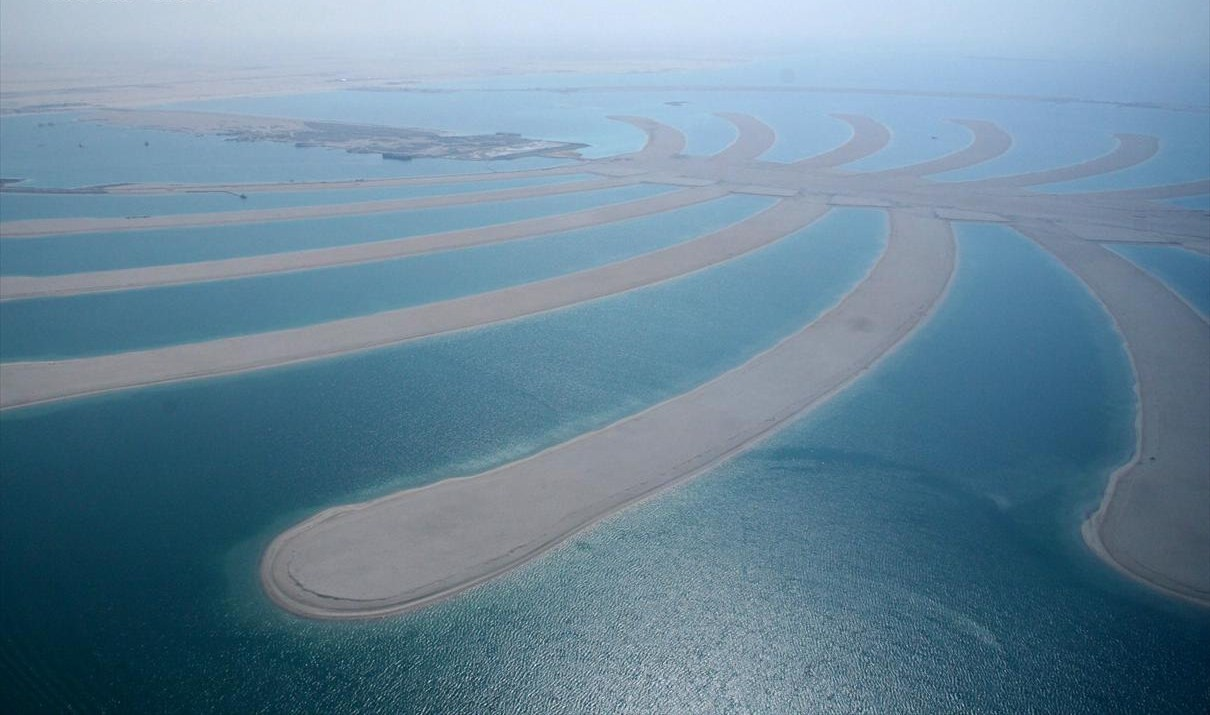
18 жовтня 2007
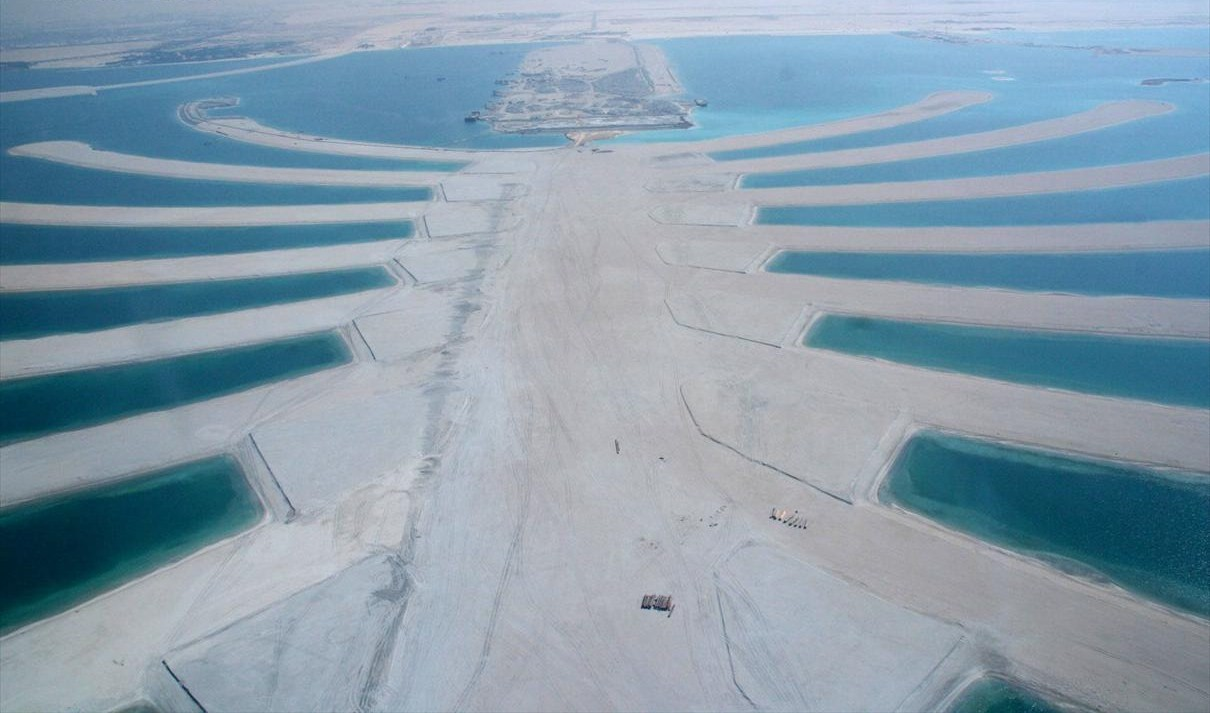
18 жовтня 2007
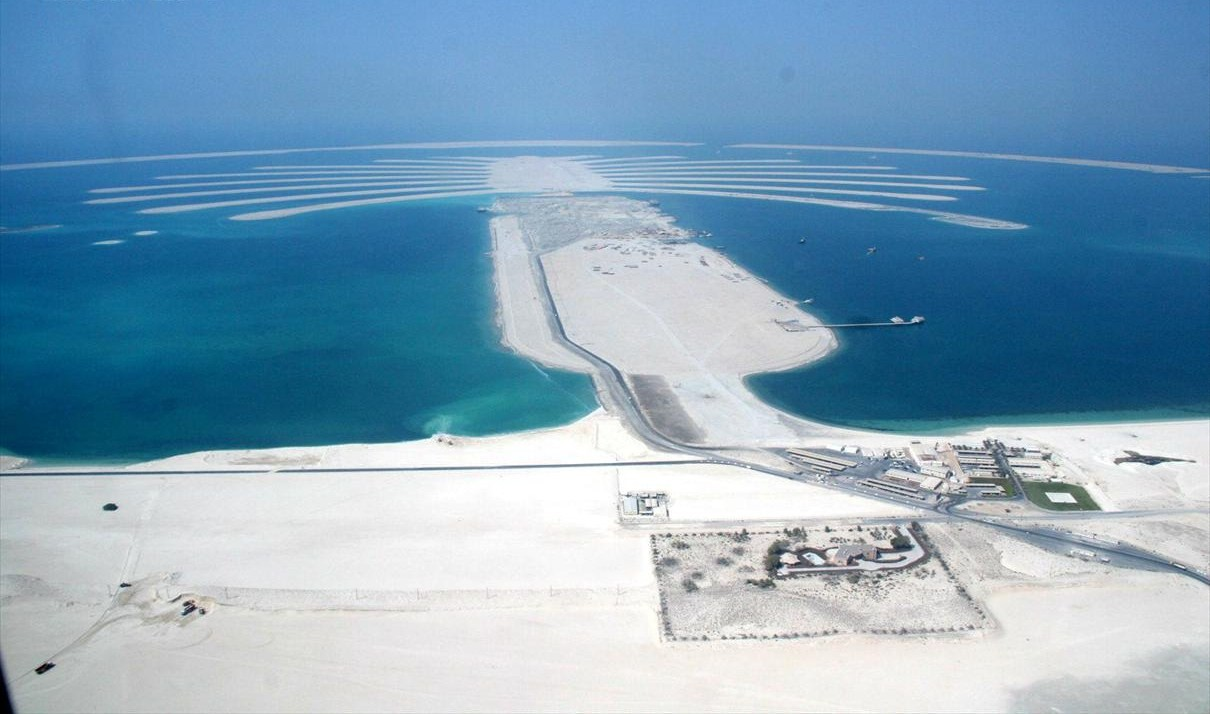
18 жовтня 2007
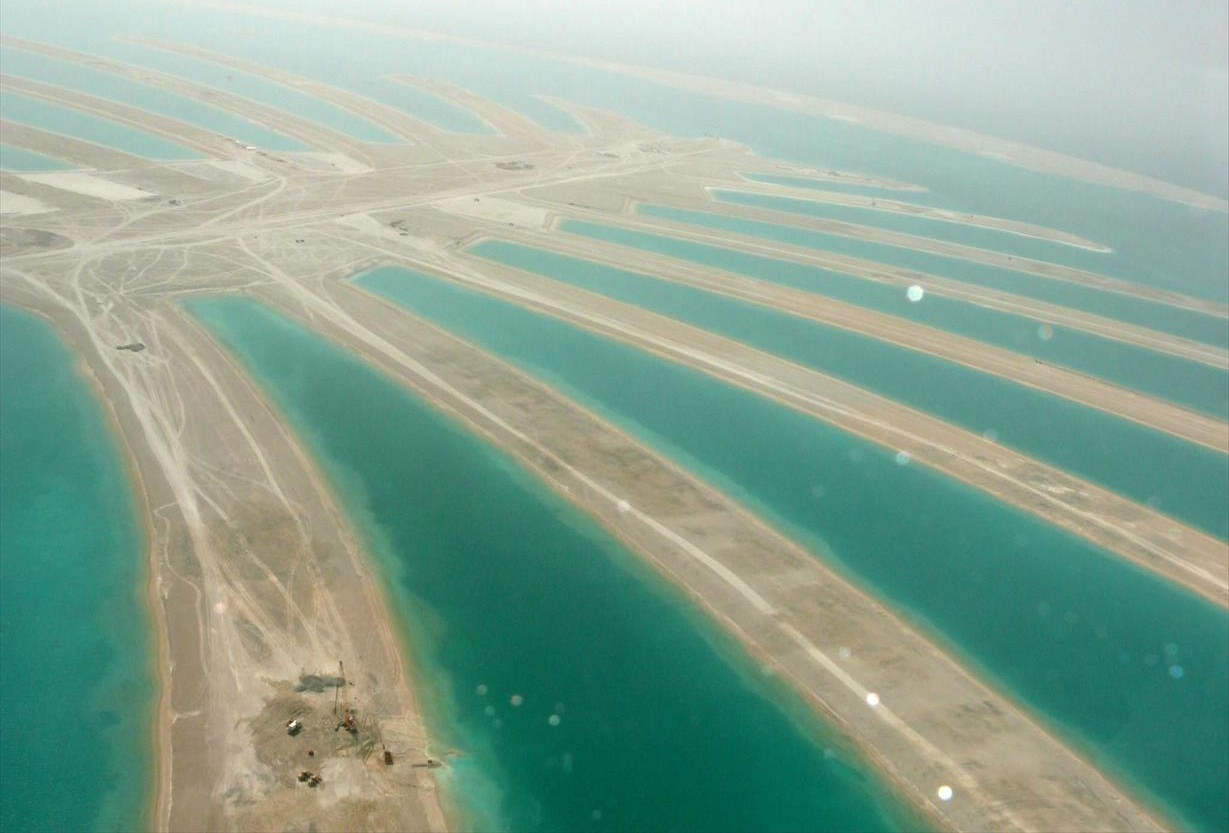
8 травня 2008
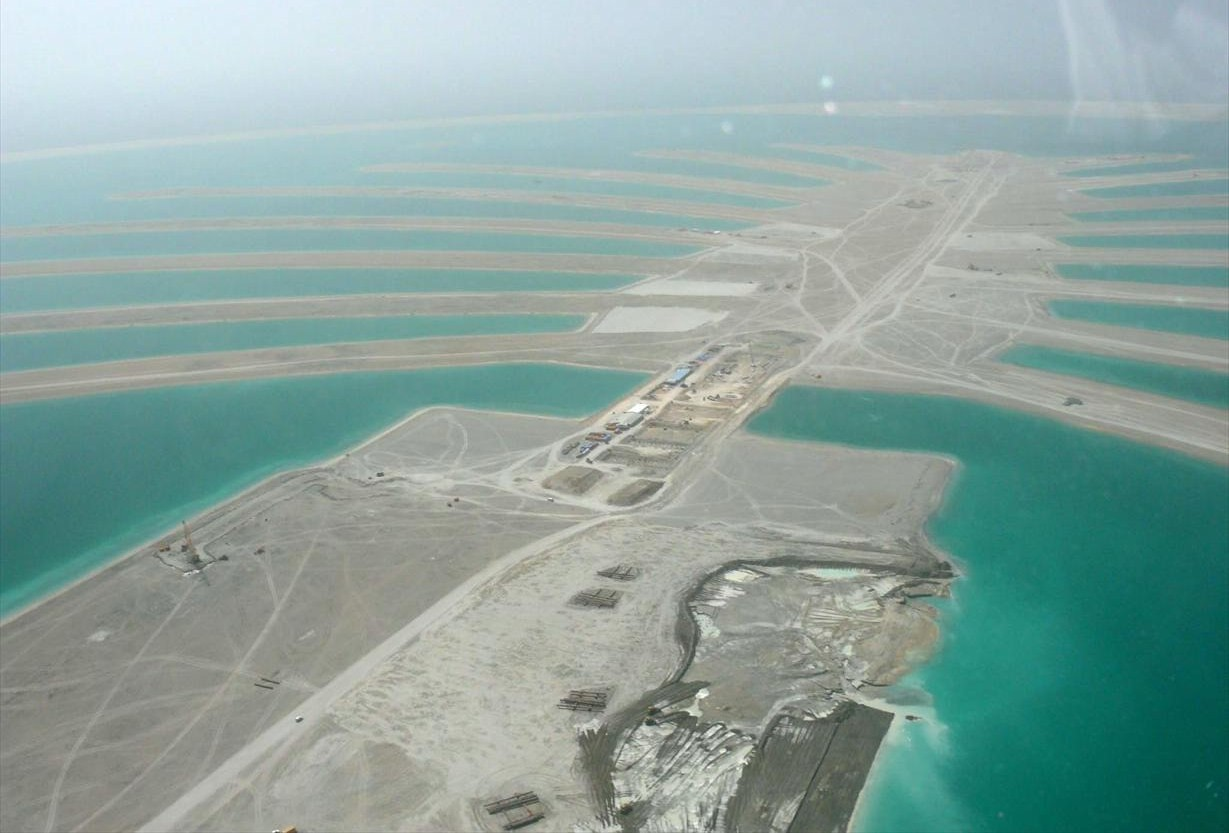
8 травня 2008